# Impatiens kulamavuensis
Impatiens kulamavuensis är en balsaminväxtart som beskrevs av A.G. Pandurangan och V.J. Nair. Impatiens kulamavuensis ingår i släktet balsaminer, och familjen balsaminväxter. Inga underarter finns listade i Catalogue of Life.